# Déspina Sveróni-Chondronássiou
Déspina Sveróni-Chondronássiou (en grec Δέσποινα Σβερώνη-Χονδρονάσιου), née le 9 avril 1960 à Kileler en Grèce, est une femme politique grecque.

## Biographie
Aux élections législatives grecques de janvier 2015, elle est élue députée au Parlement grec sur la liste d'Aube dorée dans la circonscription de Larissa.